# Anselmo Citterio
Anselmo Citterio (* 19. Mai 1927 in Desio; † 2. Oktober 2006 ebenda) war ein italienischer Radrennfahrer und nationaler Meister im Radsport.

## Sportliche Laufbahn
Citterio war Teilnehmer der Olympischen Sommerspiele 1948 in London und gewann mit dem italienischen Vierer die Silbermedaille in der Mannschaftsverfolgung gemeinsam mit Arnaldo Benfenati, Guido Bernardi und Rino Pucci.
Er gewann die nationale Meisterschaft in der Mannschaftsverfolgung 1947 und 1948.